# Municipio de Madison (condado de Madison)
El municipio de Madison (en inglés: Madison Township) es un municipio ubicado en el condado de Madison en el estado estadounidense de Iowa. En el año 2010 tenía una población de 1411 habitantes y una densidad poblacional de 15,39 personas por km².

## Geografía
El municipio de Madison se encuentra ubicado en las coordenadas 41°27′30″N 94°3′30″O / 41.45833, -94.05833. Según la Oficina del Censo de los Estados Unidos, el municipio tiene una superficie total de 91.66 km², de la cual 91,42 km² corresponden a tierra firme y (0,27 %) 0,24 km² es agua.

## Demografía
Según el censo de 2010, había 1411 personas residiendo en el municipio de Madison. La densidad de población era de 15,39 hab./km². De los 1411 habitantes, el municipio de Madison estaba compuesto por el 98,02 % blancos, el 0,43 % eran afroamericanos, el 0,07 % eran amerindios, el 0,35 % eran asiáticos, el 0,21 % eran de otras razas y el 0,92 % eran de una mezcla de razas. Del total de la población el 0,5 % eran hispanos o latinos de cualquier raza.